# Josep Espasa i Anguera
Josep Espasa i Anguera (La Pobla de Cérvoles, 1840 - Barcelona 4 de juliol de 1911) va ser un editor català. Amb el seu germà Pau fundà Espasa Germans, empresa precursora de l'Editorial Espasa, i posteriorment fou impulsor de la prestigiosa Enciclopèdia Espasa.
Provinent d'una família rural molt humil, el seu pare Josep Espasa i Porta sastre de professió natural de Lleida la seva mare Engràcia Anguera i Miquel natural de Vilanova de Prades, quan encara era un noi va haver de traslladar-se a Barcelona, on va treballar en l'enderrocament de les muralles de la ciutat. Als 18 anys treballava de repartidor de llibres per entrega. Aviat va quedar fascinat pel negoci dels llibres i el 1860 va arriscar els seus modestos estalvis per crear un petit centre de subscripcions, precursor de l'editorial Espasa. Durant el primer període (1860-1877), amb el seu germà Pau (la Pobla de Cérvoles 1835 — Barcelona 1927) i sota el nom Espasa Germans, va publicar diversos llibres en català, com la segona edició del Diccionari de la llengua catalana ab la correspondencia castellana y llatina de Pere Labèrnia. El 1875 va editar les Poesies catalanes de Frederic Soler (Pitarra).
El 1869 els germans Espasa es varen associar amb Manuel Salvat i Xivixell (1842-1901), creant l'editorial Espasa Hermanos y Salvat. El 4 d'agost de 1871 es va casar amb Justina Escayola i Lluch natural de Barcelona. Manuel Salvat es casà el 22 de març de 1872 amb Magdalena Espasa i Anguera (Barcelona, 1852), germana dels seus socis, i la nova parella anà a viure a la mateixa casa on hi havia la impremta, al carrer Robador. Pau Espasa es retirà de l'empresa el 1877. El 1881 Josep Espasa arribà a un acord amb el seu cunyat Manuel Salvat per constituir Espasa y Compañía. El 1897 Salvat va deixar l'empresa per crear Salvat e Hijo el 1898, en la que participava el seu fill Pau Salvat i Espasa.
L'editorial de Josep Espasa continuà fins al 1908 amb el nom de José Espasa i després passà a anomenar-se Espasa e Hijos. El somni d'Espasa d'una gran enciclopèdia en castellà va començar a prendre forma el 1905, primer amb la publicació de fascicles setmanals, i a partir de 1908, amb la publicació dels volums. Josep Espasa va morir a Barcelona el 4 de juliol de 1911.
Anys més tard de la mort del fundador, la magnitud de l'empresa va sobrepassar la capacitat de l'editorial, i el 1925 va haver d'associar-se amb Calpe (Compañía Anónima de Librería, Publicaciones y Ediciones). Les oficines centrals es van traslladar a Madrid i la direcció de l'empresa es va oferir a José Ortega y Gasset.